# أرنالدو ميسا
أرنالدو ميسا (6 ديسمبر 1967 – 17 ديسمبر 2012) هو ملاكم كوبي راحل، مثّل بلاده في الألعاب الأولمبية الصيفية 1996.

## وصلات خارجية
أرنالدو ميسا على موقع أوليمبيديا (الإنجليزية)